# Tamara Danilova
Tamara Petrovna Danilova (Тамара Петровна Данилова; Leningrado, 30 luglio 1939) è un'ex discobola sovietica, campionessa europea nel 1969.

## Palmarès
| Anno | Manifestazione | Sede              | Evento           | Risultato | Misura  | Note                          |
| ---- | -------------- | ----------------- | ---------------- | --------- | ------- | ----------------------------- |
| 1969 | Europei        | Atene             | Lancio del disco | Oro       | 59,28 m | Record dei campionati         |
| 1971 | Europei        | Helsinki          | Lancio del disco | 5ª        | 58,28 m |                               |
| 1972 | Olimpiadi      | Monaco di Baviera | Lancio del disco | 4ª        | 62,86 m | Miglior prestazione personale |